# 石之海
《JoJo的奇妙冒險 第六部 石之海》（日语：ジョジョの奇妙な冒険 Part6 ストーンオーシャン）為日本漫畫家荒木飛呂彥所著的日本漫畫《JoJo的奇妙冒險》的第六部，自2000年起至2003年止在《週刊少年Jump》連載，收錄於單行本64集至80集之中；此外，其單行本記名為《JoJo的奇妙冒險 第六部 石之海》而非前幾集的《JoJo的奇妙冒險》，且集數從1開始，不過會用「1（64）」的方式計算總集數。
該作為《JoJo的奇妙冒險》系列中首次、也是目前唯一以女性作為主角的作品。2021年4月4日官方於活動上宣布石之海動畫製作決定。

## 故事大綱
舞台是2011年的美國佛羅里達州，空條承太郎的女兒空條徐倫因為謀殺罪而被囚入州立監獄「水族館」。她得到從父親那裡取來的護身符，並獲得了替身能力。她在監獄裡結交了夥伴艾梅斯。徐倫的父親承太郎前來探監，告知徐倫她的入獄是DIO的部下約翰格里‧A所陷害，但他們並不知道這事實上這是監獄內的神父──普奇神父的陰謀，普奇神父用他的替身白蛇偷襲徐倫，承太郎為了救女兒而失去替身和記憶、陷入假死。徐倫在尋找真兇的途中結識了夥伴：由女囚生下的小孩安波里歐、有感情與意志的浮游生物F‧F、殺人犯安那蘇和失去記憶的天氣預報。
隨著故事的進展，普奇神父的目標也更為明確。在第三部的故事之前，普奇與DIO相遇了，DIO對普奇提到了「上天堂」的概念，他認為精神的力量會不斷進化，最後所抵達的境界就是天堂，並寫下具體做法。而在第三部故事之後，普奇按照DIO的方法進行計劃，他首先取得了DIO的遺骨並因此獲得了DIO的力量、接著他在新月的夜晚前往一個指定地點。由於DIO與喬斯達家的血脈相連，間接使得徐倫知道他的目的地是卡納維爾角。
徐倫、艾梅斯和安波里歐逃獄後成功「復活」了承太郎，而安納蘇與天氣預報也跟隨在後。徐倫與她的夥伴對抗DIO的三個兒子，這導致天氣預報取回了自己的記憶並戰敗被殺。徐倫等人最終追上了普奇神父並試圖與他抗衡，但普奇神父已經完成了DIO的指示，進而讓自己的替身進化成「天堂製造」。天堂製造可以讓時間加速，在加速期間，普奇殺死了徐倫、承太郎、艾梅斯、安納蘇。當時間到達宇宙的盡頭後產生了新的平行世界，在這個世界中所有倖存的人類都能預先了解自己的命運，進而對此覺悟，而這也是普奇神父所堅信的幸福。在平行世界中，安波里歐也藉著天氣預報的能力殺死了普奇，新的故事也即將展開。

## 登場人物

### 徐倫與其夥伴们
空條徐倫被陷害入獄前後的關係人。關係不一，有些最初处于敌对立场，但到最後都能彼此捨命相救。
空條徐倫（Jolyne Cujoh）
配音：澤城美雪（日本・ASB版、EOH版）；菲魯茲·藍（日本・電視動畫）
囚犯編號：FE40536 / 罪行：謀殺、棄屍、盜竊（刑期：15年＋逃獄未遂5年）
本作主角，第六部的JoJo，是空條承太郎的女兒，有著和父親一樣的口頭禪。
原本是普通的不良少女，因為交通意外而遭逮捕，處15年徒刑。但這其實是普奇神父串謀徐倫的辯護律師所策劃的冤獄。收到父親寄來的護身符，被其中的「箭的碎片」割傷，卻因此覺醒了替身能力。在得知自己入獄其實是遭人設計、父親承太郎為了救她而遭白蛇偷襲奪走「記憶DISC」和「替身DISC」變成植物人狀態後，便決心留在水族館，伺機奪回父親的記憶與替身，並和策劃這些計謀的幕後黑手普奇神父周旋，最終為了保護安波里歐被神父殺害。徐倫與安娜蘇兩者的平行替代人物則以論及婚嫁戀人的身分登場。
名字來自美國歌手桃莉·巴頓於1974年的歌曲〈Jolene〉。
石之自由（Stone Free）
由線體纏繞構成的人型，近戰攻擊力強，拆出線條則可延長攻擊距離，但力量及強度也隨之衰減。可編織成結界，用來防禦、警戒、偵測或傳送聲音。線狀延長時所造成的替身分解現象會反應在本體上。
初期只能把身體分解成線型，直到與蓋絲交手時的最後才可以變化為人型。之後就能依照情況自由變化型態。
戰鬥時會喊跟父親一樣的「歐拉歐拉歐拉歐拉歐拉歐拉歐拉————」
名稱取自於吉米·亨德里克斯體驗樂隊於1967年的歌曲〈石之自由〉。在官方的英文版被改名為Stone Ocean。
艾梅斯·羅斯提羅（Ermes Costello）
配音：米本千珠（日本・ASB版、EOH版）；田村睦心（日本・電視動畫）
囚犯編號：FE40533 / 罪行：武裝強盜（刑期：8年）
水族館監獄的囚犯。21歲。留著髒辮中性女子。胸部有豐胸手術的痕跡，可用以藏匿小東西。因得知殺姐仇人在獄中，為了報仇而故意犯罪入獄。撿到徐倫拋棄的護身符，同樣也被「箭的碎片」割傷而覺醒了替身能力。護身符則隨後轉賣給蓋絲。在監獄這個充滿敵意的環境中與空條徐倫等人結盟一同對付普奇神父。
名字來自法國時裝品牌愛馬仕，姓氏來自英國創作歌手艾維斯·卡斯提洛。
由於其舉止和外表相當男性化而得到了「兄貴」的綽號。但作者荒木飛呂彥反而認為這個綽號是粉絲對艾梅斯的讚揚，因為“這意味著她非常堅強。
親吻（Kiss）
人型，可在本體產生唇印圖樣的「貼紙」，貼附在目標上可造出複本，撕下「貼紙」後可合而為一，但會造成傷害或損壞。
名稱來自美國重金屬搖滾樂團接吻樂團或者是来自王子Prince的音乐kiss。在官方的英文版被改名為Smack。
安波里歐·阿爾尼（Emporio Alniño）
配音：北西純子（日本・ASB版、EOH版）；種崎敦美（日本・電視動畫）
身穿棒球球衣、住在水族館裡的11歲少年。母親是水族館的囚犯，被神父奪去「DISC」後假死的身體便隨著時間而腐敗。在徐倫會見承太郎前再三勸阻徐倫，但徐倫因認為會客可能是媽媽，拒絕了安波里歐勸說，隨後安波里歐將亡母的遺骨交給徐倫作護身符，後來該骨頭在承太郎和徐倫都因為白蛇的能力，不自覺地陷入沉睡與幻覺時，意外劃傷了徐倫的手而使其甦醒，才使得父女能夠逃離會客室。
名字來自義大利時裝及高級消費品集團亞曼尼旗下的時裝品牌Emporio Armani。經常為徐倫跑腿及保管物品。在結局中因徐倫拼死斷後而成功存活至加速後的新世界，與普奇神父決戰後到達新的平行宇宙，遇見主角群的平行人物。
放火燒厝（Burning Down the House）
能進入已不存在的幽靈房間以及使用裡面的東西（安波里歐稱之為「物體的幽靈」）。
名稱取自於美國樂團臉部特寫於1983年的歌曲〈Burning Down the House〉。在官方的英文版被改名為Burning Down。
F‧F／幽浮一族／鬥魂駭客（Foo Fighters）
配音：白石涼子（日本・ASB版、EOH版）；伊瀨茉莉也（日本・電視動畫）
囚犯編號：FE39423 / 罪行：誘拐（刑期：7年）
因為普奇神父植入DISC而擁有替身能力的浮游生物群，本體即替身，由浮游生物聚合成人型，可任意分解增殖，藏身於人體內讀取記憶並以其外貌活動。需要水分才能存活，能利用水發射出威力強大的水彈，也能用來治癒受傷的肉體，弱點是所有吸水的物質。智商和普通人類相當，但沒有身為人類的常識。
原本是普奇神父的手下，負責在農場守護光碟，敗給徐倫又被她所救後，進入死亡女囚艾特羅的身體並成為徐倫的夥伴。
名稱取自於美國的噴火戰機樂團 (Foo Fighters)。
天氣預報（Weather Report）
配音：大川透（日本・ASB版、EOH版）；梅原裕一郎（日本・電視動畫）
囚犯編號：MA152403 / 罪行：殺人未遂（刑期：6年）
失去記憶的男囚，沉默寡言、冷靜而且沉著。只記得自己的替身，並以替身為名。
他的真實身分是多明尼克・普奇（Domenico Pucci），是恩里克‧普奇失散多年的雙胞胎弟弟。出生時被同一所醫院另一名產下死嬰的產婦偷偷掉包，而與原生家庭分離，並被命名為威斯·布魯馬林（Wes Bluemarine）。
16歲時與佩拉・普奇相識並交往，但兩人皆不知道彼此是有血緣的兄妹。但卻因自己的繼母與黑人結婚，遭恩里克・普奇所委託的私家偵探歧視。
爾後自己被私家偵探所招來的3K黨員毒打並吊在樹上，母親被燒死，目睹一切的佩拉也因此投湖殉情。但受恩里克・普奇替身覺醒的影響，自己也覺醒了「天氣預報」。
得知佩拉投湖，自己但卻屢次自殺不成，因此對人們產生怨恨，並無意識地發展出了「狂風暴雨」。因親見所有生物皆因自己而蝸牛化，一心求死。遭普奇重傷之餘使計困住普奇，幾乎將之逼入絕境，卻功虧一簣。之後藉助普奇的攻擊製出自己替身的「DISC」發揮關鍵性作用。
天氣預報（Weather Report）
人型，可以控制天候，操控規模可大可小。小則摩擦空氣生熱，大則範圍性降雨。另外有毒蛙豪雨與暴風雨等無差別氣候攻擊。
名稱取自於美國爵士樂團氣象報告。在官方的英文版被改名為Weather Forecast。
狂風暴雨（Heavy Weather）
天氣預報取回記憶後的能力。藉由操控天候的能力改變陽光在大氣層的折射率，產生天然的「潛意識效果」來影響生物精神層面。受影響的人深信自己碰觸到彩虹或其他蝸牛化的生物後自己會蝸牛化。為無意識發動的能力，連天氣預報自己都無法控制。
名稱取自於氣象報告於1977年的專輯《Heavy Weather》。
納魯西索·安娜蘇（Narciso Anasui）
配音：中村悠一（日本・ASB版、EOH版）；浪川大輔（日本・電視動畫）
囚犯編號：MA28050 / 罪行：謀殺（刑期：12年）
和天氣預報一起待在安波里歐神祕房間裡的男囚。
初登場時的樣貌較接近女性。F‧F為了拯救被關進嚴正懲罰隔離房的徐倫而需要幫忙時因為得知他竟然是男性而大吃一驚。
有分解物品的癖好，10歲時曾把鄰居的保時捷分解成零件的模樣而被對方打到住院觀察六個月。大學時因為女友出軌，而將她與出軌的對象「分解」，更因為精神鑑定是正常的才被關到水族館。安波里歐表示要是沒有天氣預報在旁壓制的話，就無人知道他會做出怎樣的舉動。
因為徐倫的言行而愛上了對方，所以向F‧F表示若是將徐倫救出就要與她結婚，之後也多次當面求婚過，但徐倫本身對他似乎並沒有戀愛的感覺。在與普奇神父及其手下展開作戰時多次利用自己替身的特性為徐倫擋下致命一擊，讓徐倫在保命之餘還有反擊之餘裕。在最後決戰中以身為餌誘使普奇因攻擊而現身，幾乎成功同歸於盡，願意犧牲的覺悟感動了徐倫，也接受了他的感情。
其平行替代人物與徐倫的平行替代人物成為男女朋友，論及婚嫁。
名字來自美國時裝設計師納魯西索·羅德里格斯，姓氏來自美籍華裔時尚設計師蕭志美（Anna Sui）。在官方的英文版被改名為Narcisco Anastasia。
怒海潛將/潛行者（Diver Down）
人型，能夠潛入任何物體中，破壞內部構造，進行重組。
名稱取自於美國重金屬團體范·海倫於1982年的專輯《Diver Down》。在官方的英文版被改名為Diver Drive。
空條承太郎（Kujo Jotaro）
配音：小野大輔（日本・ASB版、EOH版、電視動畫）
第三部《星塵鬥士》的主角。空條徐倫的父親。
起初得知徐倫遭誣陷入獄後，認為這是迪奧的殘黨策畫的報復行動，並企圖帶她離開。但殊不知是普奇神父為了奪取自己有關迪奧的記憶而設下的圈套，為了保護女兒而被普奇神父的白蛇擊敗，陷入植物人般的假死狀態，也因此激發了徐倫拯救父親的意念。
白金之星（Star Platinum）
具有高速、高精密度的強力替身，能暫停時間。在故事初期能暫停1、2秒，在最後與普奇最終戰時變為5秒。
名称取自塔罗牌中的第17张牌「星星」。

### 水族館的囚犯
獄中的囚犯們，與普奇合作或遭買通以對付徐倫等人。
蓋絲（Gwess）
配音：本田貴子（日本・ASB版、EOH版）；種市桃子（日本・電視動畫）
囚犯編號：FE18081 / 罪行：縱火、殺人未遂、假釋潛逃（刑期：12年）
女囚，22歲。有著將朋友變成寵物的扭曲思想，喜怒無常。被從艾梅斯那兒買到的護身符中的「箭的碎片」割傷而覺醒了替身能力。被徐倫發現其替身能力後試圖將其變成寵物及越獄工具，但被打倒。
名字來自美國服飾品牌蓋爾斯。
咕咕娃娃（Goo Goo Dolls）
人型，將對手體型縮小，與本體距離會影響能力效果。此能力對自己無效。
名稱取自於美國搖滾樂團咕咕玩偶。在官方的英文版被改名為Cry Cry Dolls。
約翰格里·A（Johngalli A.）
配音：日野聰（日本・電視動畫）
囚犯編號：MA56002 / 罪行：謀殺（刑期：7年）
男囚，35歲，曾是厲害的狙擊手，但後來因白內障而視力變差。過去是DIO的部下，在DIO被承太郎打倒後而對其心懷怨恨。與普奇神父合作，將隨意抓來的無辜男子拋向羅密歐與徐倫的汽車，營造出該男子是被他們撞死的假象後，再僱用斂財的律師陷害徐倫入獄，並潛伏在獄中等待承太郎到來將其殺害，當承太郎被普奇神父打倒後企圖下手之際，遭徐倫擊敗重傷，隨後被白蛇滅口。
名字來自英國時裝設計大師約翰·加利亞諾。
曼哈頓轉運站（Manhattan Transfer）
可藉由空氣流動探測目標的飛碟狀替身，無直接攻擊能力，可作為子彈的跳板。
名稱取自於美國爵士合唱團曼哈頓轉運站。在官方的英文版被改名為Downtown Transfer。
桑達·麥奎恩（Thunder McQueen）
配音：奈良徹（日本・電視動畫）
囚犯編號：MA57258 / 罪行：誤殺（刑期：8年）
男囚，27歲。因誤殺一名跳樓自殺的女性而入獄，本身性格十分脆弱，容易受刺激。經常偷取醫療病房傷患的錢財，被普奇神父植入「DISC」而獲得替身能力。一直受艾梅斯無心的粗魯言語刺激而不斷自殺，由於其替身能力作用於艾梅斯身上，而使她因不想受罪而不得不拼命阻止他。最後被艾梅斯沒收「替身DISC」而失去替身。
名字來自英國時裝設計師亞歷山大·麥昆。
地獄高速公路（Highway to Hell）
依附對手身上，讓對手受到與本體自殘時所受的相同傷害。
名稱取自於澳大利亞搖滾樂團AC/DC於1979年的歌曲〈地獄高速公路〉。在官方的英文版被改名為Freeway Thru Hell。
蜜拉休（Miraschon）
配音：近藤唯（日本・電視動畫）
囚犯編號：FE26788 / 罪行：盜竊、持械行劫（刑期：5年）
在與普奇神父面談時被其植入「DISC」而獲得替身能力的囚犯。對徐倫、艾梅斯和幽浮一族提出賭局，看似公平，實則串通旁人搗亂，目的在於奪走徐倫藏在幽浮一族體內的承太郎的「替身DISC」，用以與神父交換假釋資格。其替身沒有破綻，但本體被徐倫堵住打個半死而落敗。
名字來自義大利時裝設計師蜜拉·舍恩。
討債人瑪麗蓮·曼森（Marilyn Manson）
人型，藉由贏得賭局強行從對手身上剝奪等價的東西，包括錢財、器官等。可以探知輸家值錢物品所在。
名稱取自於美國工業搖滾樂團瑪麗蓮·曼森。在官方的英文版被改名為Mary Lynn Manson。
朗庫·朗庫拉（Lang Rangler）
配音：小林親弘（日本・電視動畫）
囚犯編號：MA13022 / 罪行：謀殺
前來奪走徐倫持有的承太郎的「替身DISC」的囚犯，以阻止她把「替身DISC」交給SPW財團，一度令徐倫與天氣預報無力反擊，所幸二人彼此捨身交相掩護，迫使他撤除替身能力而敗。
名字來自奧地利藝術家赫爾穆特·朗，姓氏來自美國牛仔褲品牌牧馬人。
閃靈劫重螺旋（Jumpin' Jack Flash）
人型，可產生無重力環境，碰觸到本體吐出的唾液的人會失去重力，失去重力的人所碰觸到的物體也會無重力化，雙手臂上旋轉的手環可將小物品射出進行攻擊。
名稱取自於英國搖滾樂團滾石樂隊於1968年的歌曲〈Jumpin' Jack Flash〉。在官方的英文版被改名為Jumping Jack Spark。
史波茲·馬克思（Sports Max）
配音：鳥海浩輔（日本・ASB版、EOH版）；小山剛志（日本・電視動畫）
囚犯編號：MA26156 / 罪行：逃稅、襲擊（刑期：5年）
艾梅斯的殺姊仇人，有製作標本的嗜好。被白蛇命令用替身尋找DIO的遺骨。被艾梅斯引入下水道溺死，但因自己的替身能力變成亡靈，對徐倫與艾梅斯復仇。最後被艾梅斯消滅，留下了「替身DISC」與「記憶DISC」，也讓徐倫等人知曉「DIO的遺骨」的存在。
名字來自義大利時尚集團麥絲瑪拉旗下的時裝品牌Sportmax。在官方的英文版被改名為Sports Maximum。
陰魂·冰茲基特（Limp Bizkit）
喚醒嗜血動物的隱形亡靈進行攻擊。
名稱取自於美國新金屬樂團林普巴茲提特。在官方的英文版被改名為Flaccid Pancake。

### 水族館相關人士
神父等一心與徐倫為敵的相關人等。
恩里克·普奇（Enrico Pucci）
配音：速水獎（日本・ASB版）；中田讓治（日本・EOH版）；關智一（日本・電視動畫）；半場友惠（日本・電視動畫・幼少期）
第六部的最終反派，水族館的神父。喜歡數質數，認為質數是孤獨的數字。
1972年6月5日出生，39歲。他在童年時看到雙胞胎弟弟多明尼克的墳墓後，對上帝選擇了自己而非弟弟感到在意，並開始思索幸福的意義，興起就讀神學院的動機。15歲時遇見DIO，之後和他成為摯友、同時取得他的一塊骨頭。他為了能夠讓這個世界獲得幸福而想要實現DIO的理論，但記載這個理論的筆記本已經被承太郎燒毀。於是，他陷害空條徐倫入獄、引誘其父親承太郎出面，並使用替身「白蛇」取得承太郎的記憶，再製造大量替身使者與徐倫為敵。在他按照指示實行「上天堂的方法」後，DIO的遺骨成了綠色嬰兒，而普奇的白蛇也進化成「C-MOON」，最終進化成「天堂製造」，讓整個世界無限加速，進而達到普奇神父的最終目的：「上天堂」。最終在新世界中被安波里歐使用天氣預報的能力殺死。
名字來自義大利時裝設計師Enrico Coveri，姓氏來自義大利時尚設計師艾米利奥·普奇。
白蛇（White Snake）
配音：桐本塚也（日本・ASB版）；增谷康紀（日本・EOH版）；關智一（日本・電視動畫）
人型替身，外表有核酸序列的花紋，能產生白霧使人產生幻覺，主要能力是可奪取目標的「替身能力」與「記憶」，分別製作成兩張光碟片形狀的「DISC」。被奪去「DISC」的人會失去精神力，處於假死狀態。而「DISC」可植入他人體內，即可獲得該「DISC」的替身能力或是記憶。
有自我意識，在遇到自己無法預料的事時會顯得慌張。
名稱取自英國搖滾樂團白蛇。在官方的英文版被改名為Pale Snake。
C-MOON
配音：桐本塚也（日本・ASB版）；增谷康紀（日本・EOH版）；關智一（日本・電視動畫）
白蛇和綠色嬰兒合體後的進化型態，人型，遠距操作型，以本體為中心逆轉重力。越遠離本體，水平墜落速度越快，直到3公里外的地表。攻擊威力不大，但可令攻擊目標因重力而裡外翻轉。
名稱取自英國搖滾樂團保羅·麥卡尼與羽翼合唱團於1972年的歌曲〈C Moon〉。在官方的英文版被改名為Full Moon。
天堂製造（Made in Heaven）
最終進化型，前半部是人馬的造型。能將生物以外、整個世界的時間不斷加速，只有本體能在加速時間正常行動，進而達到普奇神父的最終目的：「上天堂」。
連載時用的替身名稱為「天國階梯」（Stairway to Heaven），來自於英國搖滾樂團齊柏林飛船的歌曲〈通往天堂的階梯〉，直到單行本才改為「天堂製造」，名稱取自歌手佛萊迪·墨裘瑞單曲及英國搖滾樂團皇后合唱團的同名專輯〈Made in Heaven〉。在官方的英文版被改名為Maiden Heaven。
威比諾·伍斯伍德（Vivano Westwood）
配音：土師孝也（日本・ASB版、EOH版）；間宮康弘（日本・電視動畫）
被普奇神父命令解決掉徐倫的4位替身使者之一，特別懲罰房大樓的守衛。擅長以摔角技巧鎖住對手身軀。徐倫在力量不敵之下以智取勝。
名字來自英國時裝設計師薇薇安·魏斯伍德。
行星波動（Planet Waves）
人型，能吸引隕石墜落攻擊對手。隕石在碰到本體前就會燃燒殆盡，所以對本體相當安全，但位於墜落路徑上的對手會受傷。
連載時名稱為大地風火（Earth, Wind And Fire），與四部不滅鑽石的支倉未起隆的替身同名，後來於單行本推出時改為Planet Waves。名稱取自美國創作歌手巴布·狄倫於1974年的專輯《行星波動》。
KENZO
配音：麥人（日本・電視動畫）
囚犯編號：ME25846 / 罪行：大量殺人（刑期：280年）
被普奇神父命令解決掉徐倫的4位替身使者之一，是一位關在特別懲罰房大樓40年的老人。曾是邪教教祖，企圖以替身力量重振聲威。
精通各種武術，其替身也是他在這40年間鑽研風水的知識具現化而成。利用風水將鬥魂駭客逼上電椅，電擊過程中被鬥魂駭客抓住而跟著被電，但僥倖沒電死。之後攻擊徐倫時，被安那蘇的替身代為擋住殺招，又遭趁空拆解重組下半身肌肉與骨頭而敗北。
名字來自法國時尚品牌凱卓。
龍之夢（Dragon's Dream）
配音：西脇保（日本・ASB版、EOH版）；長（日本・電視動畫）
龍型風水羅盤，本身無攻擊力，能100%準確找到趨吉避凶的風水位置，只要身處「吉」方就一定不會受到傷害。
有自我意識，十分多嘴，不時會嘲諷本體。在與鬥魂駭客一戰時還不停地提示對方自己的吉凶方位。遭人肢體碰觸時，肢體會消失，由另一個方位出現。
名稱取自美國電子氛圍音樂家托姆·布倫南於2001年的專輯《The Dragon's Dream》。
D&G
配音：竹内良太（日本・電視動畫）
囚犯編號：ME14067 / 罪行：謀殺（刑期：20年）
被普奇神父命令解決掉徐倫的4位替身使者之一，無意間觸發安那蘇的陷阱而斷了左手。
在被送上救護車時被喬裝成警衛的幽浮一族襲擊，在普奇神父出動白蛇保護以探問消息的情況下仍遭幽浮一族捨命攻擊致死。
名字來自義大利豪華時裝設計公司杜嘉班納。
馬友友（Yoyoma）
配音：山口勝平（日本・電視動畫）
有自我意識的人型，自動操控型替身，讓對手沾到腐蝕性口水進行滲透性的破壞。
初登場時就把裡面有綠色嬰兒的「果實」給吞了，徐倫等人不得不把他帶著走。像僕役一般對眾人低三下四，對無關人等也沒有惡意，但當目標不具壓倒性優勢時便處心積慮的發動攻勢。最後隨著本體的死亡而消失，留下果實。
名稱取自華裔大提琴演奏家馬友友。
古奇（Guccio）
配音：下野紘（日本・電視動畫）
囚犯編號：MA20311 / 罪行：強暴、盜竊（刑期：5年）
被普奇神父命令解決掉徐倫的4位替身使者之一。能使周遭的人們不自覺的好勇鬥狠。普奇神父也是看上這點才將從DIO得手的「生存者」植入他身上。
最後被安那蘇的替身能力改造成人肉陷阱，使D&G觸發陷阱後重傷。
名字來自義大利時裝設計師古馳奧·古馳。
生存者（Survivor）
藉由潮濕的地面傳達微弱電壓，刺激人類神經，引發大腦的鬥爭本能，使人自相殘殺，互鬥到死亡為止。在互鬥中，受影響者能看見彼此的「長處」與「劣處」。
被DIO評價為「最弱的替身，但是個燙手山竽」。
名稱取自美國搖滾樂團生存者。
繆柯雅·繆拉（Miuccia Miuller）
配音：渡邊明乃（日本・ASB版、EOH版）；甲斐田裕子（日本・電視動畫）
刑務所主任。在徐倫與安波里歐企圖越獄時發動攻勢，同時影響兩個人。原以為因兩人記不得她，局面十拿九穩，卻因兩人合力列印出其肖像而被認出，終被逮住痛打，反成逃獄的工具。
名字來自義大利時尚設計師繆西婭·普拉達。
監獄枷鎖/惡魔枷鎖（Jail House Lock）
人型，目標觸碰監獄的特定物件後便會生效，使他們只能記住最近三件新事物，之前的記憶仍保持原貌。
名稱取自美國歌手艾維斯·普里斯萊於1957年的歌曲〈監獄搖滾〉。

### DIO諸子
DIO復活後與其它女人生下並遺留下的孩子，同時也是第五部主人公-喬魯諾·喬巴拿的三個異母兄弟，頸部都有著喬斯達家的星型胎記，與得到黑幫男子救贖而走向正道的喬魯諾不同，他們因為不順遂的人生而未能走上正途，三人皆受到與普奇神父一體化的DIO其生命力的引導，前往佛羅里達與普奇神父相會，並為其護航至新月之時。
盎格魯（Ungalo）
配音：山崎巧（日本・電視動畫）
生於1988年，母親被DIO殺死，過著絕望的人生而染上毒癮。在遇見普奇神父後覺醒替身，認知自己正是為此存在。
被天氣預報利用「幻想人物會成真」這點，自創了一個擁有「讓一切恢復原狀的能力」的主角和故事，才終於結束波西米亞狂想曲造成的災難。
在飛機上聽到一切都恢復原狀的新聞的盎格魯，領悟到自己又回歸到無望的人生而一蹶不振。
名字來自法國時尚設計師伊曼紐爾·溫加羅。
波西米亞狂想曲（Bohemian Rhapsody）
精神攻擊型替身，能力是將虛構人物實體化。由於是將創作的原動力具現化，因此射程距離擴及至整個世界。
一旦有人看到自己喜歡的角色，靈魂會被拉近該故事的世界中，並扮演其中的角色走上同樣的結局。
名稱取自皇后乐队於1975年的歌曲波西米亞狂想曲。在官方的英文版被改名為Bohemian Ecstatic。
里奇艾爾（Rikiel）
配音：近藤隆（日本・ASB版、EOH版）；古川慎（日本・電視動畫）
生於1988年，是一名暴走族，母親同樣被DIO殺死，對人生絕望的他因此患有恐慌症，就算是一點小變動都能讓他驚慌失措，嚴重時還會發生眼皮重得睜不開、呼吸困難等症狀。
因為交通意外來到佛羅里達後，在普奇神父的開導下掌控了替身，並取回了過去無法施展的集中力，得以發揮自我。
被徐倫以自焚破解替身能力而敗北。透露天氣預報是神父的親弟弟，並表示其失去記憶的原因是神父奪走了其記憶。
名字來自法國時尚設計師桑麗卡·里基耶。
駭飛天外（Sky High）
裝備型，小體型依附手上，能力是操控以攝取體溫為食的不明生物「飛棍」。
里奇艾爾可就攻擊目標的方向、時機、掠奪哪個部位的體溫來對飛棍下達指令。藉著飛棍的食性奪取對方某部位的體溫，失去體溫的部位將失去機能，甚至壞死。
名稱取自英國搖滾樂團拼圖樂團於1975年的歌曲〈Sky High〉。在官方的英文版被改名為Sky Guy。
多納提羅·凡蘇斯（Donatello Versus）
配音：宮下榮治（日本・ASB版、EOH版）；星野貴紀（日本・電視動畫）
生於1986年，和喬魯諾一樣，他的母親沒被DIO殺死，並且另外嫁給了別的男人，兒時由於母親和繼父只疼愛他們所生的雙胞胎妹妹，心生不滿離家出走，卻因為撿到某個知名運動員的釘鞋導致背負莫須有的罪名進了少年感化院，雖然之後獲得平反，但其身心早已飽受摧殘，之後覺醒替身能力更讓他接連遭逢不幸，過著得過且過的人生。
因為腿受到槍傷被送到醫院，在普奇神父的影響下掌控了替身，但對普奇對自己的態度相當反感，認為自己也有資格爭取幸福，於是用替身從普奇身上盜取天氣預報的「記憶DISC」。
在與徐倫和艾梅斯的戰鬥中失利，為求脫身而將「記憶DISC」安置回天氣預報身上，導致他取回「狂風暴雨」的能力（凡蘇斯自己也在逃脫之中遭殃）。
最後被徐倫和艾梅斯控制，帶著她們開車尋找普奇，不料干涉了戰鬥使得天氣預報被普奇反殺，自己也遭普奇借刀殺人而死。
名字來自義大利時尚設計師唐娜泰拉·凡賽斯。
地底世界（Under World）
人型，是「挖掘事件」的替身，只要凡蘇斯能掌握事件發生的時間，便可將地面上曾發生過的事重現。
挖掘出的事件會依據歷史重演一遍，且無法改變此重現的歷史結果。
名稱取自英國電子樂團地底世界樂團。在官方的英文版被改名為Netherworld。

### 其他角色
綠色嬰兒（Green baby）
配音：大谷育江（日本・電視動畫）
以DIO的遺骨重生的嬰兒，肩膀上有星形胎記。之後與普奇神父的替身「白蛇」合體而進化成「C-MOON」。
綠草如茵（Green Green Grass of Home）
人型，接近本體的生物或物體，射程距離每縮短1/2，整個物質也會縮小1/2。
名稱取自湯姆·瓊斯於1967年的歌曲〈綠草如茵的家園〉。
羅密歐（Romeo Jisso）
配音：梶原岳人（日本・電視動畫）
徐倫的男友，是一個富二代。當徐倫發現自己替羅密歐頂罪而入獄時，他們的關係便宣告結束。在徐倫逃獄後、他為了挽回徐倫而哀求她，並借她直升機做為逃難之用。儘管他沒有背叛徐倫，但徐倫為了以防萬一仍毀了他的舌頭。
迪奧（DIO）
配音：子安武人（日本・ASB版、EOH版、電視動畫）
第一部與第三部的最終反派，第三部最後死於承太郎之手。在本部於普奇神父的回憶出現，提及「上天堂」的理論和方法，並促成普奇神父於本部展開行動的動機。DIO將「上天堂」有關的內容收納於一本筆記本內，那本筆記本在DIO死後被承太郎看過後燒毀，普奇為了得知相關內容，策畫誣陷徐倫入獄以引誘承太郎上門並進而奪取他的記憶。

## 話數列表
| 卷数    | 日文標題 | 中文標題                   | 日文話數 | 中文話數                                                                                           |
| ------- | -------- | -------------------------- | -------- | -------------------------------------------------------------------------------------------------- |
| 1 (64)  |          | 囚號FE40536空条徐倫        |          | 石之海（STONE OCEAN）之其①～③ 囚號FE40536空条徐倫 之其①～③ 咕咕娃娃 石之自由 之其①                 |
| 2 (65)  |          | 格林・多芬街刑務所的來訪者 |          | 石之自由 之其② 格林・多芬街刑務所 來訪者 之其①～⑦                                                  |
| 3 (66)  |          | 囚犯之愛                   |          | 來訪者 之其⑧～⑨ 囚犯之愛 艾梅斯・羅斯提斯之膠帶 之其①～⑤ 有六個人！之其①～②                        |
| 4 (67)  |          | 接招吧！幽浮一族           |          | 有六個人！之其③～⑤ 幽浮一族！之其①～③ 逼債人瑪麗蓮曼森 之其①～③                                    |
| 5 (68)  |          | 野人花園作戰（前往中庭！） |          | 逼債人瑪麗蓮曼森 之其④～⑥ 野人花園作戰（前往中庭！）之其①～⑥                                       |
| 6 (69)  |          | 發布集中豪雨警報令         |          | 野人花園作戰 之其⑦～⑧ 發佈集中豪雨警報令 之其①～③ 愛與復仇之親吻 之其①～④                          |
| 7 (70)  |          | 嚴正懲罰隔離房             |          | 愛與復仇之親吻 之其⑤～⑦ 嚴正懲罰隔離房 其名為安那蘇 守衛魏斯伍德的秘密 之其①～④                    |
| 8 (71)  |          | 燃燒吧 龍之夢！            |          | 守衛魏斯伍德的秘密 之其⑤～⑦ 燃燒吧 龍之夢！之其①～⑤ 燃燒吧 幽浮一族！                              |
| 9 (72)  |          | 綠色的誕生                 |          | 燃燒吧 龍之夢！之其⑥～⑦ 父・空条承太郎 女兒・空条徐倫 『綠色』的誕生 之其①～② 馬友友來了！之其①～④ |
| 10 (73) |          | AWAKEN-覺醒                |          | 馬友友來了！之其⑤ F・F-目擊者 之其①～② AWAKEN-覺醒 之其①～④ 白蛇-追蹤者 之其①～②                   |
| 11 (74) |          | 向天堂之時邁進！           |          | 白蛇-追蹤者 之其③～⑤ 天堂之時 新月之時！新神父 JAIL HOUSE LOCK！之其①～④                           |
| 12 (75) |          | 越獄大逃亡                 |          | JAIL HOUSE LOCK！之其⑤～⑥ 越獄大逃亡 緊急送醫的3名男子 波西米亞人狂想曲 之其①～⑤                   |
| 13 (76) |          | 展翅高飛的駭飛天外！       |          | 波西米亞人狂想曲 之其⑥～⑦ 好久不見了，羅密歐 駭飛天外 之其①～⑥                                     |
| 14 (77) |          | 天堂之時 離新月還有3天     |          | 天堂之時 離新月還有3天 地底世界 之其①～⑥ 狂風暴雨 之其①～②                                         |
| 15 (78) |          | 狂風暴雨                   |          | 狂風暴雨 之其③～⑪                                                                                  |
| 16 (79) |          | 在卡納維爾角               |          | 狂風暴雨 之其⑫～⑬ 在卡納維爾角 新月的重力 之其①～② C-MOON 之其①～⑥                                 |
| 17 (80) |          | 天堂製造                   |          | C-MOON 之其⑦～⑧ 天堂製造 之其①～⑨ 多美好的世界                                                     |

## 出版書籍
單行本
| 冊數 | 集英社        | 集英社             | 東立出版社    | 東立出版社         |
| 冊數 | 發售日期      | ISBN               | 發售日期      | ISBN               |
| ---- | ------------- | ------------------ | ------------- | ------------------ |
| 1    | 2000年5月1日  | ISBN 4-08-872866-7 | 2004年3月30日 | ISBN 986-11-2771-2 |
| 2    | 2000年8月4日  | ISBN 4-08-872899-5 | 2004年3月30日 | ISBN 986-11-2772-0 |
| 3    | 2000年10月4日 | ISBN 4-08-873027-1 | 2004年4月30日 | ISBN 986-11-2773-9 |
| 4    | 2000年12月4日 | ISBN 4-08-873051-6 | 2004年4月30日 | ISBN 986-11-2774-7 |
| 5    | 2001年2月2日  | ISBN 4-08-873077-6 | 2004年4月30日 | ISBN 986-11-2775-5 |
| 6    | 2001年4月4日  | ISBN 4-08-873103-2 | 2004年4月30日 | ISBN 986-11-2776-3 |
| 7    | 2001年6月4日  | ISBN 4-08-873126-1 | 2004年5月30日 | ISBN 986-11-2777-1 |
| 8    | 2001年9月4日  | ISBN 4-08-873160-5 | 2004年5月30日 | ISBN 986-11-2778-X |
| 9    | 2001年11月2日 | ISBN 4-08-873183-4 | 2004年5月30日 | ISBN 986-11-2779-8 |
| 10   | 2002年2月4日  | ISBN 4-08-873225-1 | 2004年6月30日 | ISBN 986-11-2780-1 |
| 11   | 2002年4月4日  | ISBN 4-08-873250-3 | 2004年6月30日 | ISBN 986-11-2781-X |
| 12   | 2002年7月4日  | ISBN 4-08-873284-8 | 2004年6月30日 | ISBN 986-11-2782-8 |
| 13   | 2002年9月4日  | ISBN 4-08-873315-9 | 2004年8月30日 | ISBN 986-11-2783-6 |
| 14   | 2002年12月4日 | ISBN 4-08-873346-3 | 2004年8月30日 | ISBN 986-11-2784-4 |
| 15   | 2003年2月4日  | ISBN 4-08-873383-8 | 2004年8月30日 | ISBN 986-11-2785-2 |
| 16   | 2003年4月4日  | ISBN 4-08-873410-1 | 2004年8月30日 | ISBN 986-11-2786-0 |
| 17   | 2003年7月4日  | ISBN 4-08-873483-5 | 2003年7月7日  | ISBN 986-11-0249-3 |

文庫版
| 冊數 | 集英社         | 集英社                 |
| 冊數 | 發售日期       | ISBN                   |
| ---- | -------------- | ---------------------- |
| 40   | 2008年4月18日  | ISBN 978-4-08-618736-7 |
| 41   | 2008年5月16日  | ISBN 978-4-08-618737-4 |
| 42   | 2008年6月18日  | ISBN 978-4-08-618738-1 |
| 43   | 2008年7月18日  | ISBN 978-4-08-618739-8 |
| 44   | 2008年8月8日   | ISBN 978-4-08-618740-4 |
| 45   | 2008年9月18日  | ISBN 978-4-08-618741-1 |
| 46   | 2008年10月17日 | ISBN 978-4-08-618742-8 |
| 47   | 2008年11月18日 | ISBN 978-4-08-618743-5 |
| 48   | 2008年12月12日 | ISBN 978-4-08-618744-2 |
| 49   | 2009年1月16日  | ISBN 978-4-08-618745-9 |
| 50   | 2009年2月18日  | ISBN 978-4-08-618746-6 |